# Amanda Lightfoot
Pour les articles homonymes, voir Lightfoot.
Amanda Lightfoot, née le 30 janvier 1987 à Coventry, est une biathlète britannique.

## Biographie
Amanda Lightfoot est soldat et commence le biathlon à l'âge de 19 ans. Dès ses premiers championnats nationaux, elle est remarquée puisqu'elle remporte tous les titres. Elle fait rapidement ses débuts avec l'équipe nationale, prenant part à la Coupe du monde à partir de 2008 et aux Championnats du monde à partir de 2009. En 2011, Elle marque ses premiers points en Coupe du monde avec une 33e place à l'individuel des Championnats du monde à Khanty-Mansiïsk. Aux Championnats du monde 2012, à Ruhpolding, elle retrouve le top 40 sur l'épreuve du sprint avec une 36e position. Elle participe en 2014 aux Jeux olympiques de Sotchi où elle est la seule représentante britannique de son sport avec Lee-Steve Jackson, et obtient de modestes 74e et 69e places, respectivement sur le sprint et l'individuel. En 2017, elle signe son meilleur résultat en grand championnat lors des mondiaux disputés à Hochfilzen, où elle occupe le 32e rang sur l'individuel. Quelques mois plus tard, en ouverture de la saison 2017-2018 de Coupe du monde, elle établit sa meilleure performance dans l'élite du biathlon en terminant 31e de l'individuel à Östersund.
Aux Jeux olympiques d'hiver de 2018, à Pyeongchang, elle se classe 73e de l'individuel et 67e du sprint, des résultats proches de ceux de 2014.
Elle s'entraîne essentiellement en Norvège pour combler le manque de neige en Grande-Bretagne.
En janvier 2022, elle signe, et de loin, la meilleure performance de sa carrière en terminant 20e de l'individuel d'Antholz avec un 19/20 au tir. Elle prend sa retraite à l'issue de la saison 2021-2022.

## Palmarès

### Jeux olympiques
| Épreuve / Édition                | Individuel | Sprint | Poursuite | Mass start | Relais | Relais mixte |
| Jeux olympiques 2014 Sotchi      | 69e        | 74e    | -         | -          | -      | -            |
| Jeux olympiques 2018 Pyeongchang | 73e        | 67e    | -         | -          | -      | -            |

Légende :
- - : Non disputée par Lightfoot

### Championnats du monde
| Mondiaux / Épreuve        | Individuel | Sprint | Poursuite | Départ en masse | Relais | Relais mixte | Relais simple mixte              |
| 2009 Pyeongchang          | 104e       | 105e   | —         | —               | 21e    | —            | Épreuve inexistante à cette date |
| 2011 Khanty-Mansiïsk      | 33e        | 53e    | LAP       | —               | 19e    | 18e          | Épreuve inexistante à cette date |
| 2012 Ruhpolding           | 59e        | 36e    | 43e       | —               | 22e    | 24e          | Épreuve inexistante à cette date |
| 2013 Nové Město na Moravě | 95e        | 58e    | 52e       | —               | —      | 25e          | Épreuve inexistante à cette date |
| 2015 Kontiolahti          | 66e        | 47e    | 47e       | —               | —      | 25e          | Épreuve inexistante à cette date |
| 2016 Holmenkollen         | 48e        | 81e    | —         | —               | —      | —            | Épreuve inexistante à cette date |
| 2017 Hochfilzen           | 32e        | 66e    | —         | —               | —      | —            | Épreuve inexistante à cette date |
| 2020 Antholz-Anterselva   | 64e        | 90e    | —         | —               | —      | —            | 30e                              |
| 2021 Pokljuka             | DNS        | 81e    | —         | —               | —      | —            | —                                |

### Coupe du monde
- Meilleur classement général : 83e en 2022.
- Meilleur résultat individuel : 20e.

#### Détail des classements
| Saison    | Classement général | Classement de l'individuel | Classement du sprint | Classement de la poursuite | Classement de la mass start |
| 2008-2009 | nc                 | nc                         | nc                   |                            |                             |
| 2009-2010 | nc                 | nc                         | nc                   |                            |                             |
| 2010-2011 | 90e                | 61e                        | nc                   | -                          |                             |
| 2011-2012 | 94e                | nc                         | 79e                  | nc                         |                             |
| 2012-2013 | nc                 | nc                         | nc                   | nc                         |                             |
| 2013-2014 | nc                 | nc                         | nc                   | nc                         |                             |
| 2014-2015 | nc                 | nc                         | nc                   | nc                         |                             |
| 2015-2016 | nc                 | nc                         | nc                   |                            |                             |
| 2016-2017 | 95e                | 62e                        | nc                   |                            |                             |
| 2017-2018 | 86e                | 47e                        | nc                   | nc                         |                             |
|           |                    |                            |                      |                            |                             |
| 2019-2020 | nc                 | nc                         | nc                   |                            |                             |
| 2020-2021 | nc                 | nc                         | nc                   | nc                         |                             |
| 2021-2022 | 83e                | 35e                        | nc                   | nc                         |                             |